# Bolborhachium concavum
Bolborhachium concavum är en skalbaggsart som beskrevs av Henry Fuller Howden 1985. Bolborhachium concavum ingår i släktet Bolborhachium och familjen Bolboceratidae. Inga underarter finns listade.